# Redenção (kommun i Brasilien, Pará)
Redenção är en kommun i Brasilien.   Den ligger i delstaten Pará, i den centrala delen av landet, 900 km norr om huvudstaden Brasília. Antalet invånare är 75 505.
Omgivningarna runt Redenção är huvudsakligen savann. Runt Redenção är det glesbefolkat, med 18 invånare per kvadratkilometer.